# Schlangenhöhle (Einöd)

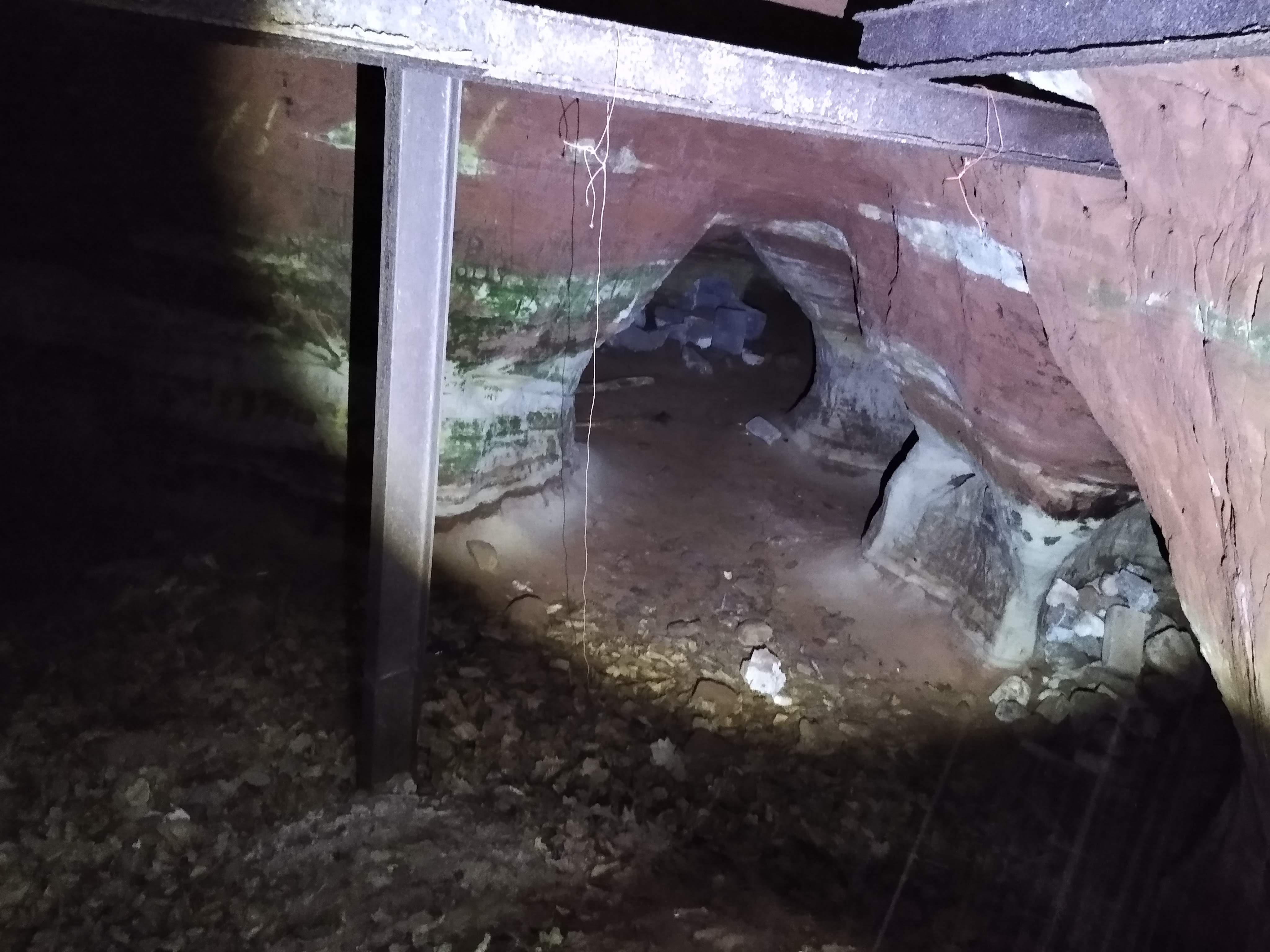
Ausgang der Schlangenhöhle

Die Schlangenhöhle bei Einöd (Homburg) ist eine durch unterirdische Silbersandgewinnung entstandene Sandsteinhöhle. In den 1950er Jahren diente sie als Schauhöhle und Touristenattraktion. Seit den 1990er Jahren ist die Höhle allerdings dauerhaft verschlossen und dient unter anderem Füchsen, Dachsen und Fledermäusen als Rückzugsort.

## Geschichte
Die Schlangenhöhle beginnt an den Abhängen einer dem Klosterberg gegenüberliegenden Bergnase und zieht sich von Norden nach Süden durch einen Hügel zur Talmulde gegen Schwarzenacker hin.
Die Anfänge des Sandsteinabbaus können nur vermutet werden. In einem vom Saarländischen Umweltministerium in Auftrag gegebenen Gutachten wird er aber auf 300 Jahre oder älter geschätzt. Die Spuren des Abbaus, bei dem mithilfe von Schleifkästen der Sand vom Gewinnungsort zu den Eingängen geschleppt wurde, sind noch heute sichtbar. Die Höhle selbst soll ihren Anfang aber in einer weitaus älteren, römischen Begräbnisstätte haben.
Während des 2. Weltkriegs wurde die Höhle wiederentdeckt und diente italienischen Soldaten als Lager für Sprengstoff. In der Nachkriegszeit wurde sie als Schauhöhle betrieben. Mit zunehmendem Vandalismus (insbesondere an der Elektrik der Beleuchtung) wurde dies allerdings eingestellt. Seit den 1990er Jahren sind die Höhleneingänge (Mundlöcher) versiegelt und somit nicht mehr der Öffentlichkeit zugänglich.
Die Schlangenhöhle weist eine natürliche Bewetterung und eine konstante Innentemperatur von 9 °C auf. Abgesehen von in Störungsklüften stehenden Bauen gelten die Hohlräume als standfest.
Ihren Namen verdankt die Schlangenhöhle vermutlich ihrem labyrinthartigen Aufbau, bei dem die Hohlräume von pfeilerartig herausragenden Felsbänken durchzogen sind.